# 조지 턴불
조지 헨리 턴불(George Henry Turnbull, 1926년 10월 17일~1992년 12월 22일)은 브리티시 레일랜드의 오스틴(자동차) - 모리스 사업부 전무이사로 재직했던 기간 동안 영국에서 가장 잘 알려졌던 자동차 경영자였다. 당시 그는 자신의 소속사인 브리티시 레일랜드가 양산형 대중차 기업이 되길 원하였고 그가 그리하였던 시절 오스틴과 모리스는 만년 적자였다가 1973년 잠시나마 흑자 전환을 이끌어냈다.
그래서 그는 회사 고위층들에 모든 권한이 집중된 BMC시절 신념을 버리고 계열사들의 자율화 및 회사의 탈집중화를 당시 BL사 상사였던 도널드 스톡스에 계속 건의하였지만 스톡스는 화가 난 나머지 영국 포드 출신의 경쟁자로서 권력 집중 및 고급화를 강행하여 마진을 키우자는 존 바버를 자신의 후임으로 내정하였고 결국 턴불은 그로부터 5개월 뒤 레일렌드를 떠나 당시 세계적인 후발주자인 현대자동차에 모리스 마리나 2대를 조국에서 가져오며 입사했다. 이것이 현대 포니가 1974년에 공개되고 이듬해 발매되는데 초석이 되었다.